# Geneviève Poitrine

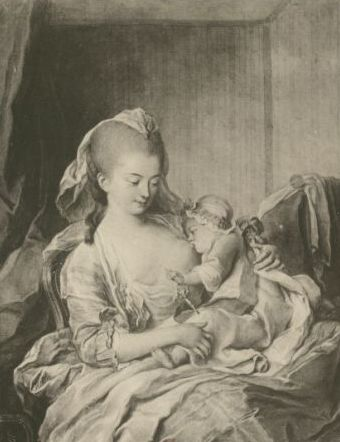
Obraz „A de Peters“ pravděpodobně zachycující Madame Poitrine a mladým dauphinem.

Geneviève Barbier Poitrine, známá jako Madame Poitrine (okolo 1750 – po roce 1783), byla kojná francouzského dauphina Ludvíka Josefa, syna krále Ludvíka XVI. a královny Marie Antoinetty. Geneviève Poitrine byla zpětně obviněna z přenosu tuberkulózy na prince během kojení, čímž neúmyslně zavinila jeho smrt v raném věku (dauphin zemřel v 7 letech), ale důkazy pro toto tvrzení nejsou. Každopádně se po hochově smrti novým následníkem trůnu stal jeho mladší bratr Ludvík Karel.
Slovo „poitrine“ lze přeložit jako „hrudník“ nebo „ňadra“ a příjmení, které Geneviève Barbier získala při sňatku, bylo jejími současníky občas posměšně označováno za pro ni velice vhodné s přihlédnutím k jejím povinnostem.  

## Život
Geneviève Barbier se narodila kolem roku 1750 do rolnické rodiny. Za manžela si vzala zahradníka ze Sceaux a přijala jeho příjmení Poitrine.   Bylo jí 31 let, když se stala kojnou malého dauphina. Předchozí kojná byla propuštěna po pouhých šesti týdnech, protože se u hocha objevila vyrážka a lékaři ji přisoudili zkaženému mléku. Jeden z dvořanů, Marie-Angélique de Bombelles, si poznamenal o nové kojné:
„Byla pro svou práci předurčena jménem – Madame Poitrine. Madame měla velká prsa a podle lékařů vynikající mléko. Její rustikální vzhled kontrastoval s „poslušnou městskostí“ dvořanů.“  
Geneviève Barbier Poitrin také údajně:
„Měla ve tvářích barvu granátového jablka, chovala se s velkou lehkostí a nebyla nikdy překvapena ani pohnuta. Přijala královskou krajku a prádlo bez rozpaků a žádala pouze, aby nebyla nucena nosit pudr, protože ho nikdy dříve nepoužívala. Chtěla nosit na vlasy jako dvořané. Tón její mluvy spolu s jednoduchou frazeologií pobavil každého.“  
Madame Poitrine opustila královské služby v roce 1783 a získala důchod 6 000 zlatých, z toho bylo 500 zlatých souzeno pro každou z jejích dvou dcer a 800 zlatých z té sumy bylo určeno pro jejího syna. 
Zpětně byla Madame Poitrine obviněna z nakažení královského synka tuberkulózou během kojení. Dnes se zdá pravděpodobnější, že následník francouzského trůnu zemřel kvůli vrozené deformaci páteře a plic. V následnictví byl Ludvík Josef nahrazen svým bratrem Ludvíkem Karlem.
Ve francouzské Národní knihovně je portrét „A de Peters“, o němž se historici domnívají, že zachycuje Madame Poitrine 

## Píseň
Madame Poitrine často zpívala při kojení lidovou píseň „Marlbrough s'en va-t-en guerre“ (Marlbrough odešel do války). Naučila se této v té době již 70 let staré písni ve své rodné vesnici. Když ji dauphinova matka Marie-Antoinetta uslyšela zpívat a viděla, jak je Ludvík Josef spokojený, naučila se píseň také a dokonce k ní hrála na cembalo. Dvořané královnu napodobovali a tak se tato lidová píseň stala velmi oblíbeným popěvkem nejprve v paláci Versailles a postupem času v celé Franci.  